# Nekrolog 1275
Nekrolog
◄◄
| ◄
| 1271
| 1272
| 1273
| 1274
| 1275 | 1276 | 1277 | 1278 | 1279 | ► | ►►
Weitere Ereignisse | Allgemeiner Nekrolog 1275
Die Beschreibung der verstorbenen Person sollte so kurz wie möglich gehalten sein und nur deren signifikante Tätigkeit(en) enthalten.
Neue Namen ggf. auch unter dem Geburts- und Sterbedatum, also etwa unter 1. Januar und im Geburts- und Sterbejahr (2024) eintragen (nur bei entsprechender großer Wichtigkeit). Für Beispiele siehe die schon vorhandenen Artikel.
Außerdem über die fünf zuletzt Verstorbenen, zu denen es einen ausreichend guten Artikel für eine Präsentation auf der Hauptseite gibt, nach der todesbedingten Überarbeitung der Artikel ggf. auch unter Wikipedia Diskussion:Hauptseite informieren und sie am besten auch in den anderen Wikipedia-Sprachversionen eintragen. Tipp: Regelmäßig bei news.google.de nach „ist tot“, „gestorben“ oder „verstorben“ suchen.
Wenn eine Person gestorben ist, gibt es viele Seiten zu dieser Person in der Wikipedia, die davon auch betroffen sind und entsprechend aktualisiert werden müssen. Beispiele: Namenübersichtsseite, Geburtsjahr, Geburtsort-Seiten und viele mehr.
Wie finde ich die betroffenen Seiten?
Im Suchfeld auf der linken Seite gibt man den Suchbegriff so ein: „Vorname Nachname“. Dann klickt man auf Volltext und alle Seiten mit entsprechendem Suchtext werden aufgerufen. Hier sieht man dann schnell, wo auch das Todesjahr Sinn macht oder sogar ein Teil des Artikels angepasst werden muss. Auch hilft das „Werkzeug“ auf der linken Seite sehr gut, um solche Seiten aufzufinden: „Links auf diese Seite“. Somit ist die Wikipedia wieder aktuell in allen Bereichen! Hinweis: bei Eintragung der Kategorie „Gestorben JAHR“ wird der Missbrauchsfilter 49 ausgelöst, was jedoch nicht schlimm ist. Siehe: Spezial:Missbrauchsfilter/49
Dies ist eine Liste von im Jahr 1275 verstorbenen bekannten Persönlichkeiten. Die Einträge erfolgen innerhalb der einzelnen Daten alphabetisch sortiert. Tiere sind im Nekrolog für Tiere zu finden.

## Januar
| Tag        | Name                     | Beruf, bekannt als                   | Alter | Beleg |
| ---------- | ------------------------ | ------------------------------------ | ----- | ----- |
| 6. Januar  | Raimund von Penyafort    | Dominikaner und Kanoniker in Spanien |       |       |
| 26. Januar | Ulrich von Liechtenstein | mittelhochdeutscher Dichter          |       |       |

## Februar
| Tag         | Name                  | Beruf, bekannt als                 | Alter | Beleg |
| ----------- | --------------------- | ---------------------------------- | ----- | ----- |
| 10. Februar | Paio Peres Correia    | portugiesischer Ritter und Regent  |       |       |
| 12. Februar | Pribislaw I.          | Herr (Fürst) zu Parchim-Richenberg |       |       |
| 27. Februar | Margarete von England | schottische Königin                |       |       |

## März
| Tag      | Name                | Beruf, bekannt als                  | Alter | Beleg |
| -------- | ------------------- | ----------------------------------- | ----- | ----- |
| 24. März | Beatrix von England | Ehefrau von Johann II. von Bretagne | 32    |       |

## April
| Tag       | Name                | Beruf, bekannt als                                                                            | Alter | Beleg |
| --------- | ------------------- | --------------------------------------------------------------------------------------------- | ----- | ----- |
| 13. April | Eleanor von England | Countess of Pembroke und Countess of Leicester, Tochter des englischen Königs Johann Ohneland |       |       |

## Mai
| Tag     | Name               | Beruf, bekannt als   | Alter | Beleg |
| ------- | ------------------ | -------------------- | ----- | ----- |
| 27. Mai | Fujiwara no Tameie | japanischer Dichter  |       |       |
| 29. Mai | Sophie von Brabant | Herzogin von Brabant | 51    |       |

## Juni
| Tag  | Name         | Beruf, bekannt als              | Alter | Beleg |
| ---- | ------------ | ------------------------------- | ----- | ----- |
| Juni | Bernhard IV. | Landesherr der Herrschaft Lippe |       |       |

## Juli
| Tag      | Name                      | Beruf, bekannt als                    | Alter | Beleg |
| -------- | ------------------------- | ------------------------------------- | ----- | ----- |
| 2. Juli  | Eudes Rigaud              | Erzbischof von Rouen                  |       |       |
| 13. Juli | Johannes von Toledo       | englischer Zisterzienser und Kardinal |       |       |
| 31. Juli | Hermann von Niederaltaich | Benediktiner und Chronist             |       |       |

## August
| Tag        | Name            | Beruf, bekannt als | Alter | Beleg |
| ---------- | --------------- | ------------------ | ----- | ----- |
| 15. August | Lorenzo Tiepolo | Doge von Venedig   |       |       |

## September
| Tag           | Name                                   | Beruf, bekannt als                                               | Alter | Beleg |
| ------------- | -------------------------------------- | ---------------------------------------------------------------- | ----- | ----- |
| 24. September | Humphrey de Bohun, 2. Earl of Hereford | englischer Adliger, Lord High Constable von England, Kreuzfahrer |       |       |

## Oktober
| Tag         | Name              | Beruf, bekannt als    | Alter | Beleg |
| ----------- | ----------------- | --------------------- | ----- | ----- |
| 21. Oktober | Sancho von Aragón | Erzbischof von Toledo |       |       |

## November
| Tag          | Name                | Beruf, bekannt als                    | Alter | Beleg |
| ------------ | ------------------- | ------------------------------------- | ----- | ----- |
| 19. November | Otto I. von Minden  | Bischof von Minden                    |       |       |
| 26. November | Aymon de Cruseilles | Bischof von Genf                      |       |       |
| November     | John fitz John      | englischer Adliger und Rebellenführer |       |       |

## Datum unbekannt
| Tag | Name                       | Beruf, bekannt als                                           | Alter | Beleg |
| --- | -------------------------- | ------------------------------------------------------------ | ----- | ----- |
|     | Alan Durward               | schottischer Politiker, Justiziar und Regent                 |       |       |
|     | Cécile des Baux            | Adlige aus dem Königreich Arelat                             |       |       |
|     | Bohemund VI.               | Fürst von Antiochia und Graf von Tripolis                    |       |       |
|     | Dietrich V./VII.           | Graf von Kleve                                               |       |       |
|     | Ferdinand de la Cerda      | Kronprinz von Kastilien                                      |       |       |
|     | Fernán Sánchez de Castro   | natürlicher Sohn König Jakobs I. von Aragón, Herr von Castro |       |       |
|     | Gebhard                    | Graf von Ortenburg und Murach                                |       |       |
|     | Hartmann II. von Grüningen | Graf von Grüningen                                           |       |       |
|     | Herbord                    | Bischof von Lavant                                           |       |       |
|     | Jia Sidao                  | Kanzler der Song-Dynastie                                    |       |       |
|     | Julian Garnier             | Graf von Sidon                                               |       |       |
|     | Maria von Brienne          | lateinische Kaiserin von Konstantinopel                      |       |       |
|     | Xacbert de Barbaira        | okzitanischer Ritter und Faydit                              |       |       |
|     | Beatrix von Sizilien       | lateinische Titularkaiserin von Konstantinopel               |       |       |